# Marko Pjaca
Marko Pjaca (født 6. maj 1995 i Zagreb, Kroatien) er en kroatisk professionel fodboldspiller, som spiller for Prva HNL-klubben HNK Rijeka og Kroatiens landshold.

## Klubkarriere
Pjaca startede sin klubkarriere hos NK Lokomotiva i fødebyen Zagreb. I 2014 skiftede han til lokalrivalerne Dinamo Zagreb, hvor han var med til at vinde to kroatiske mesterskaber de følgende år.
I sommeren 2016 købte den italienske storklub Juventus Pjaca for en pris på hele 23 millioner euro.

## Landshold
Pjaca debuterede for Kroatiens landshold 4. september 2014 i en venskabskamp mod Cypern. Han var en del af den kroatiske trup til EM 2016 i Frankrig og til VM 2018 i Rusland.